# Alexandru-Robert Zob
Alexandru-Robert Zob (n. 3 decembrie 1986, Turț, România) este un senator român, ales în 2020 din partea USR. 